# Лещинський Адольф Арнольдович
Адо́льф Арно́льдович Лещи́нський (12 липня 1915, Відень, Нижня Австрія, Цислейтанія, Австро-Угорщина — 10 червня 1995, Харків, Україна) — радянський скрипаль і педагог. Член КПРС з 1947 року.

## Біографія
Народився в сім'ї музиканта. Грі на скрипці вчився під керівництвом батька.
Виступати з концертами розпочав дуже рано. Ось інформація про його виступи влітку 1925 у Катеринославі (нині м. Дніпро):
"2-й концерт А. Лещинського":
Завтра, 15 червня, в клубі радпрацівників (Артемівська, 5) відбудеться великий камерний концерт 9-річного скрипаля А. Лещинського. В програмі: Чайковський, Мендельсон, Вьєтан, Шопен, Глюк, Крейслер, Бадзіні, Єрденко, Сарасате та ін. " ("Звезда", Катеринослав, 14 червня 1925).                                                                            Наприкінці 30-х років в Харкові заблищала нова музична зірка — Адольф Лещинский. Для харків'ян старшого покоління це ім'я пов'язане з незабутніми враженнями юності, коли концерти чудового скрипаля стали яскравою подією в музичному житті міста. Попри те, що концертне життя Харкова носило в ті роки дуже інтенсивний характер і меломани могли насолоджуватися грою Сігеті, Кубелика, Полякіна, Єрденко, виступи А. А. Лещинского відразу звернули на собі увагу. Блискучий віртуоз він володів прекрасним звуком рідкісної краси і наповненості, трепетною кантиленою, філігранними штрихами, незвичайною художньою інтуїцією. Це був поет скрипки, який полонив слухачів, буквально гіпнотизуючи їх. Ще під час навчання у берлінській академії Лещинскому була дана блискуча характеристика від його всесвітньо прославленого педагога Карла Флеша. «Адольф Лещинский з Харкова був моїм учнем з 1929 по 1932 роки, — писав маестро. — За цей час він перетворився на відмінного скрипаля. Він володіє як класичним, так і сучасним репертуаром, отримав у Вищій школі хорошу оркестрову практику, а також виявив велику зацікавленість педагогікою».

## Творча діяльність
Але в першу чергу він є абсолютно видатним солістом, з однаково блискучими звуковими, технічними і музичними якостями. Генрик Шерінг, який вчився у Берліні в ті ж роки, згадував, що в класі Флеша у нього був лише один суперник — Адольф Лещинский. Важко представити багатіший у стильовому відношенні перелік творів, які представляють концертний репертуар Лещинского: скрипкові концерти від Баха до Клебанова, сонати від Моцарта до Косенко, значна кількість творів малої форми. І для кожного з них скрипаль знаходив єдино вірне тлумачення. Концертна діяльність Лещинского була інтенсивною. Географія гастролей — уся країна. За пультом оркестрів, з якими грав скрипаль, стояли До. Зандерлінг, Н. Рахлін, О. Клімов. Артистична слава Лещинского ґрунтувалася не лише на його виступах як соліста. Вже у берлінський період життя він проявив себе і як майстер камерного музичення. У Харкові він багато виступав в дуеті з Борисом Скловським. У 1946 році був відроджений квартет ім. Леонтовича в наступному складі: А.А Лещинский — I скрипка, В. Л. Лазарєв — II скрипка, Е. І. Шор — альт, І. М. Коган — віолончель. У 1952 році А. А. Лещинский очолив квартет педагогів консерваторії. Його партнерами були Р. Я. Клименська — II скрипка, Ф. М. Хоміцер — альт, І. М. Гельфандбейн — віолончель. У 1964 році Ф. М. Хоміцера замінив С. Г. Кочарян — колишній учасник київського квартету ім. Лисенка. Репертуар квартету складали твори вітчизняної, зарубіжної класики, опуси українських композиторів — Д. Клебанова, До. Данькевича, М. Тица, В. Борисова, В. Бибика, Г. Цицилюка, Л. Шукайло. «До питання про розвиток лівої руки скрипаля» — так називаються опубліковані методичні рекомендації А. А. Лещинского, в яких він висловлює свої педагогічні принципи. Про міру їх плідності можна судити по рівню професіоналізму молодих музикантів, які виходили з класу Лещинского. Вимогливий і чуйний педагог, він завжди домагався скрупульозного виконання авторських вказівок був нетерпимий до недбалості інтонації і звукової неакуратності. А. А. Лещинский завжди прагнув допомогти своїм вихованцям виявити своєрідність їх особи і, найголовніше — він будив в них творче відношення до виконання: ніхто з його учнів після закінчення навчання не зупинявся у своєму розвитку. У А. А. Лещинского вчилися лауреати міжнародних конкурсів А. Марков, В. Селицький, Г. Фейгін, М. Могилевський, А. Холоденко, лауреати національних конкурсів М. Пітельман, В. Ушков, А.Замотайло, Заслужений артист України Ю. Кириченко і багато інших. Професор А. А. Лещинский завідував струнною кафедрою з 1958 по 1980 рр.